# N,N-Dimethylanilin
N,N-Dimethylanilin ist eine meist gelbliche ölige Flüssigkeit von charakteristischem Geruch, die sich an der Luft rasch dunkel färbt. Die Verbindung ist basisch und bildet mit Säuren Salze.

## Herstellung
N,N-Dimethylanilin lässt sich durch Methylierung von Anilin mit Methanol unter saurer Katalyse herstellen:
Anstatt zwei Äquivalente Methanol zu verwenden, kann auch ein Äquivalent Dimethylether eingesetzt werden.

## Verwendung
N,N-Dimethylanilin dient in der chemischen Industrie in erster Linie als Ausgangsstoff für die Synthese von Farbstoffen wie Methylorange und Synthesezwischenprodukten. Es wird auch als reduzierende Komponente in Verbindung mit organischen Peroxiden (oft auch als Beschleuniger oder Aktivator bezeichnet) zur Polymerisation/Aushärtung ungesättigter Polyester (UP-Harze) eingesetzt. Eine typische Anwendung für solche Produkte sind z. B. Spachtelmassen (Reparaturspachtel) für KFZ-Karosserien oder Natursteine (Marmor).

## Giftigkeit
N,N-Dimethylanilin ist eine giftige Verbindung, kann auch durch die Haut aufgenommen werden und steht im Verdacht, Krebs zu erzeugen. Dämpfe von N,N-Dimethylanilin sollten keineswegs eingeatmet werden. Die ersten Anzeichen einer Vergiftung durch orale Aufnahme sind häufig Schwindelgefühl, Erbrechen und eine eingeschränkte Wahrnehmung.